# Cot Iboih
Cot Iboih is een bestuurslaag in het regentschap Bireuen van de provincie Atjeh, Indonesië. Cot Iboih telt 305 inwoners (volkstelling 2010).